# Ceratosolen nexilis
Ceratosolen nexilis är en stekelart som beskrevs av Wiebes 1980. Ceratosolen nexilis ingår i släktet Ceratosolen och familjen fikonsteklar. Inga underarter finns listade i Catalogue of Life.